# 鮑威爾 (密蘇里州)
鮑威爾（英語：Powell）是位於美國密蘇里州麥克唐納縣的非建制地區。

## 歷史
鮑威爾的郵局自1871年營運至今。

## 地理
鮑威爾所處的海拔為高於海平面302米（即991英呎），而該地所採用的時區為UTC-6，即北美中部時區（CST）。同時該地設有夏令時間，為UTC-6調快一小時，即UTC-5（CDT）。